# Hey Venus!
| Recensione | Giudizio |
| ---------- | -------- |
| AllMusic   |          |

Hey Venus! è l'ottavo album discografico in studio del gruppo musicale gallese Super Furry Animals, pubblicato nel 2007.

## Il disco
Il disco è stato registrato in parte presso i Miraval Studios, in Francia, ed in parte presso i Rockfield Studios, nel Monmouthshire (Galles).
Si tratta del primo album del gruppo pubblicato per la Rough Trade Records.
Il titolo è tratto dal primo verso del brano Into the Night.
Tre sono stati i brani estratti dall'album e pubblicati come singoli: Show Your Hand (luglio 2007), Run-Away (ottobre) e The Gift That Keeps Giving (dicembre).
L'album ha ricevuto ampi consensi e riscontri positivi da parte della critica specializzata.
Il tour promozionale, partito subito dopo la pubblicazione del disco, ha toccato Regno Unito, Irlanda, altri Paesi europei, Giappone, Stati Uniti e Canada.
L'artwork è dell'artista giapponese Keiichi Tanaami.

## Tracce
1. The Gateway Song – 0:43
2. Run-Away – 2:53
3. Show Your Hand – 2:51
4. The Gift That Keeps Giving – 3:19
5. Neo Consumer – 2:03
6. Into the Night – 3:32
7. Baby Ate My Eightball – 3:35
8. Carbon Dating – 4:35
9. Suckers! – 4:05
10. Battersea Odyssey – 4:07
11. Let the Wolves Howl at the Moon – 4:41

## Classifiche
| Classifica (2007) | Posizione massima |
| ----------------- | ----------------- |
| Regno Unito       | 11                |

## Formazione
- Gruff Rhys - voce principale, chitarre, saz elettrico, organo
- Huw Bunford - chitarre, cori, voce principale traccia 10
- Cian Ciaran - tastiere, cori, voce principale traccia 8
- Guto Pryce - basso
- Dafydd Ieuan - batteria, cori